# 蒙贾尔迪诺-利古雷
蒙贾尔迪诺-利古雷（義大利語：Mongiardino Ligure），是意大利亚历山德里亚省的一个市镇。总面积29.14平方公里，人口181人，人口密度6.2人/平方公里（2009年）。ISTAT代码为006100。